# Louis d'Assas
Pour les articles homonymes, voir Assas.
 (août 2014).
Louis d'Assas du Mercou dit « le chevalier d'Assas », né le 20 juillet 1733 au Vigan et mort dans la nuit du 15 au 16 octobre 1760 lors de la bataille de Kloster Kampen en Westphalie, est un militaire et gentilhomme français.

## Biographie

### Origines et enfance
Louis d'Assas naît le 20 juillet 1733 au Vigan, de François III d'Assas (1694-1761) et de Suzanne Finiels (décédée en 1749). Il est issu d'une des plus anciennes familles languedociennes, qui possédait la seigneurie d'Assas (Hérault), près de Montpellier, en paréage depuis le XIe siècle. La famille a des origines protestantes au XVIe siècle (plusieurs membres de la famille d'Assas avaient été des chefs de guerre importants pour le parti huguenot en Cévennes lors des guerres de religion), mais c'est dans la foi catholique que le jeune Louis est baptisé le 26 juillet 1733.

### Jeunesse et engagement militaire
Très jeune, Louis d'Assas veut embrasser la carrière des armes, comme la plupart des hommes de sa famille : son arrière-grand-père était capitaine au régiment de Plessis-Joigny, son grand-père capitaine, son père et son oncle capitaines au régiment de Vexin, son frère aîné, François, page du prince de Condé. Louis entre le 21 octobre 1746 dans une des compagnies des chasseurs du régiment d'Auvergne. Il y avait une compagnie de chasseurs par bataillon. Ces quatre compagnies étaient regroupées sous le commandement d'un capitaine commandant.
La France est alors en pleine guerre de Succession d'Autriche (1740–1748). Louis d'Assas assiste, en 1745, au siège de Tournai et à la bataille de Fontenoy, mais sans y participer de façon active. Par la suite, il prend part, avec le régiment d'Auvergne, aux combats et sert en tant qu'officier dans les compagnies de chasseurs qui sont sous les ordres du chevalier Jean de Spens d'Estignols, nommé capitaine commandant des chasseurs le 1er septembre 1755 (qui sera nommé major du régiment d'Auvergne le 17 juillet 1769, puis maréchal de camp le 9 mars 1788).

### La guerre de Sept Ans
En 1756, au commencement de la guerre de Sept Ans (1756-1763), il se rend en Basse-Normandie pour s'opposer au débarquement des Anglais. Il fait partie du camp assemblé à Granville. L'année suivante, son régiment est appelé à rejoindre l'armée qui se bat en Basse-Rhénanie et il passe dans le Hanovre avec le maréchal de Richelieu. Il participe alors à la prise de Minden et de Hanovre et poursuit l'armée anglo-hanovrienne jusqu'à Closterseven. Au commencement de 1758, l'armée se replie vers le Rhin, subit des revers à Hammelspring, en mars, puis à la bataille de Krefeld, en juin.
Le régiment quitte Cologne le 15 mai 1759 et participe aux nouveaux combats de Minden et des gorges de Minden.
L'année suivante, le régiment d'Auvergne poursuit les combats en Allemagne et participe à la bataille de Korbach. À la fin de juillet, il contribue à déposter le prince Ferdinand du camp de Sachsenhausen. Le 12 août, le régiment écrase à Marienhagen un détachement ennemi. Le 4 octobre, le régiment d'Auvergne quitte Weildungen, où il était cantonné, pour se rapprocher du Rhin. Il arrive le 13 à Neuss et entre le lendemain dans le camp de Moers, non loin de la route qui va à l'abbaye de Kamp.

### Mort à la bataille de Clostercamp
Le chevalier d’Assas fut tué, sans doute, dans l’un des postes de route de Meurs ou des haies de Camper-Bruch. Aucune pièce ne fait mention du fait qui lui est attribué, car les rapports s’accordent à dire que les premiers coups de fusil ont été échangés par les troupes de Fischer, qui donnèrent ainsi l’alarme. Ce ne serait donc point au cri de : « À moi, Auvergne ; c’est l’ennemi ! » qu’on doit le salut du camp français et la gloire de la journée, mais aux bonnes dispositions de Rochambeau et au régiment d’Auvergne.
Par ailleurs, ce ne serait pas le chevalier d'Assas qui prononça la formule « À moi, Auvergne ; c’est l’ennemi ! » : « J’étais au camp de Rheimberg, près Kloster-Camp, dit Grimm, le jour du combat si connu par le dévouement d’un militaire français. Ce mot sublime :  “À moi Auvergne, voilà l’ennemi !”  appartient au valeureux Dubois, sergent de ce régiment ; par une erreur presque inévitable un jour de combat, il fut attribué à un jeune officier nommé d’Assas. » M. de Castries le crut comme tant d’autres ; mais quand il eut forcé le prince héréditaire à repasser le Rhin et à lever le siège de Wesel, des renseignements positifs apprirent que le chevalier d’Assas n’était pas entré seul dans le bois, mais accompagné de Dubois, sergent dans sa compagnie. Ce fut celui-ci qui cria : « À nous, Auvergne ; c’est l’ennemi ! » Le chevalier fut blessé en même temps : il n’expira pas sur le coup. Comme Dubois, une foule de témoins affirmèrent à M. de Castries que cet officier avait souvent répété à ceux qui le transportaient : « Enfants, ce n’est pas moi qui ai crié, c’est Dubois. »
Rochambeau, dans ses Mémoires, raconte le fait de la même façon, et ce qui donne le plus d’autorité à cette version, c’est que Rochambeau était colonel d’Auvergne ; Lombard de Langres, dont le père était sergent-major au même régiment, le répète au chapitre X du livre II de ses Mémoires. Lamy, ancien soldat au régiment d'Auvergne, dans son opuscule imprimé en 1783 écrit la même chose. Jamais rectification n’a pu être faite au ministère de la Guerre. En définitive, si d’Assas perd la gloire du mot, il a l’honneur d’avoir réclamé qu’il ne lui appartenait pas.
« M. de Castries se doutant d’une surprise, l’envoya à la nuit à la découverte : à peine avait-il fait quelques pas dans le bois voisin, des grenadiers ennemis l’environnent, le saisissent, et lui présentent la baïonnette, l’avertissant qu’au moindre bruit, il est mort. D’Assas semble d’abord obéir, puis tout à coup, renforçant sa voix, il crie : “A moi, Auvergne ; voici l’ennemi !”  puis il tombe percé de coups. La relation de la bataille ne fait nullement mention du dévouement du capitaine d’Assas ; il se trouve seulement porté le premier des capitaines d’Auvergne tués. »

### Postérité

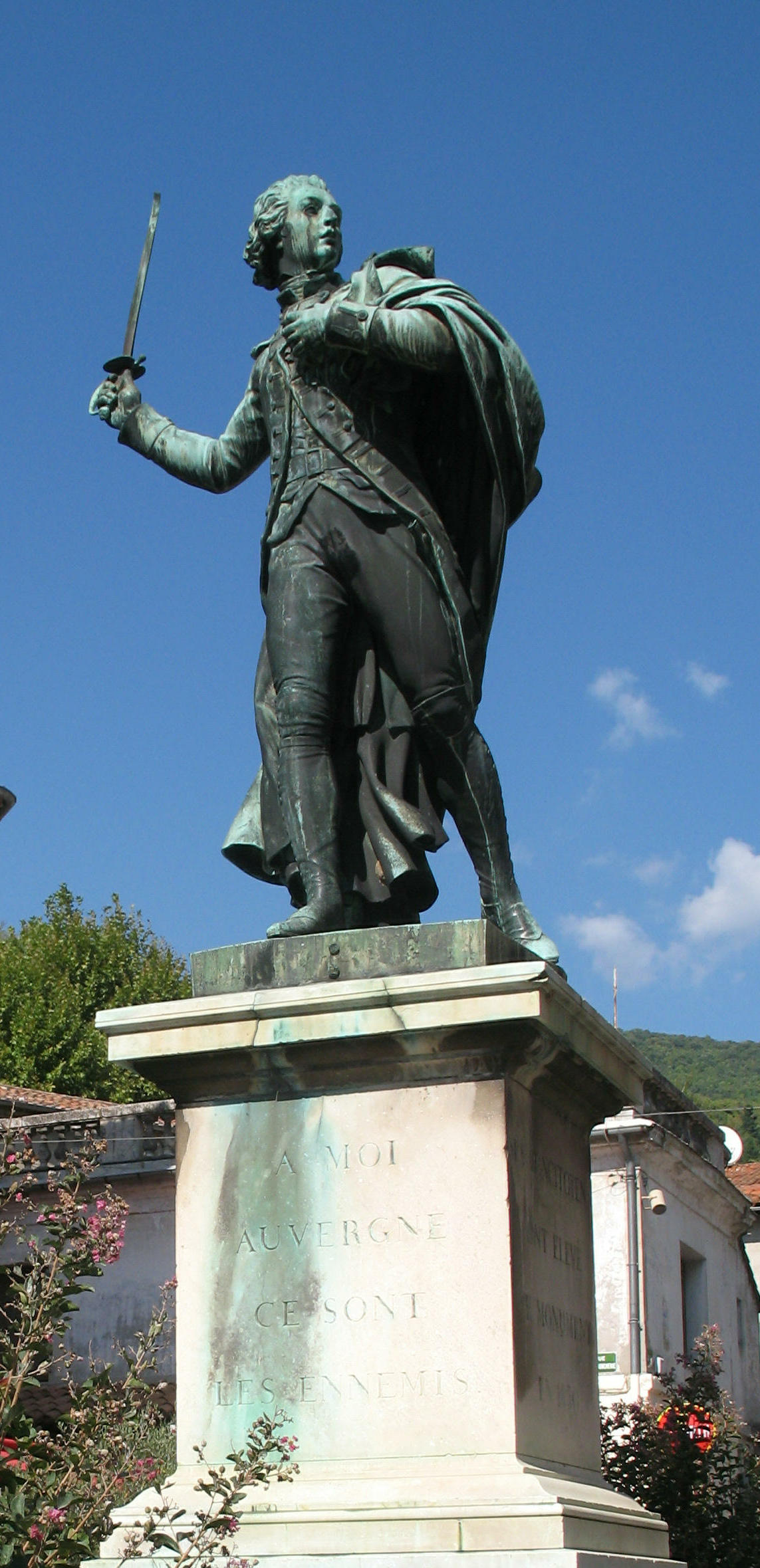
Jacques-Édouard Gatteaux, Monument au chevalier d’Assas (1830), Le Vigan (Gard).

Voltaire est le premier qui, dans la seconde édition de son Précis du siècle de Louis XV, paru en 1769, popularise le cri de Louis d'Assas : « À moi, Auvergne, ce sont les ennemis ! ». La véracité n'en est pas vérifiée, puisque la Gazette de France du 25 octobre 1760 ne le mentionne pas. Voltaire tient son histoire du lieutenant-colonel au régiment d'Auvergne, le chevalier de Lorry, et dès 1768 il écrit au premier ministre de Louis XV, le duc de Choiseul, pour la lui raconter. C'est finalement Louis XVI, sur la proposition de Marie-Antoinette, qui décide d'accorder en 1777 une pension de mille livres, héréditaire et perpétuelle, au profit des aînés de la famille d'Assas (confirmée en 1790, cette pension a été honorée par tous les gouvernements jusque dans les années 1960, époque à laquelle disparaît le dernier héritier mâle de cette famille[réf. nécessaire]).
De nombreux souvenirs du chevalier d'Assas demeurent : monuments, avenue et rues, casernes, bateaux, etc.

## Sources et bibliographie
- Alexandre Arman, Tablettes militaires de l'arrondissement du Vigan, Nîmes, Gaude fils, in-8°, 1814
- Jean de Viguerie, Histoire et dictionnaire du Temps des Lumières, 1715-1789, Robert Laffont
- Archives de l'Armée à Vincennes: registre du régiment d'Auvergne, registre du régiment de la couronne et dossier individuel de Jean de Spens d'Estignols, Maréchal de camps et armées du roi, dossier du chevalier d'Assas, dossier A1 3563 pièce 7
- Général Charles Pierre Victor Pajol, Les Guerres sous Louis XV, tome 5, Librairie de Firmin Didot & Frères, Paris, 1891, [lire en ligne], p. 97-98,  (ISBN 9780543944320)
- Suzanne, Histoire de l’infanterie
- Thoumas, Le Livre du soldat
- Lamy (ancien soldat au régiment), Précis Historique sur le régiment d'Auvergne, précédé d'une épitre aux mânes du brave chevalier d'Assas, Clostercamp, 1783.

Cet article comprend des extraits du Dictionnaire Bouillet. Il est possible de supprimer cette indication, si le texte reflète le savoir actuel sur ce thème, si les sources sont citées, s'il satisfait aux exigences linguistiques actuelles et s'il ne contient pas de propos qui vont à l'encontre des règles de neutralité de Wikipédia.
- « Assas (Louis, chevalier d') », dans Dictionnaire biographique du Gard, Paris, Flammarion, coll. « Dictionnaires biographiques départementaux » (no 45), 1904 (BNF 35031733, lire en ligne), p. 35.

## Iconographie
- Louis-Denis Caillouette (1790-1868) Le Chevalier d'Assas, 1860, buste en marbre[5]